# Calamaria suluensis
Calamaria suluensis — вид змій родини полозових (Colubridae). Мешкає в Індонезії, Малайзії та на Філіппінах.

## Поширення і екологія
Calamaria suluensis мешкають на півночі і сході Калімантану та на філіппінських островах Сулу. Вони живуть у вологих тропічних лісах, серед опалого листя і ґрунту.